# Elecciones parlamentarias de Islandia de 2016
Las elecciones parlamentarias de Islandia de 2016 se celebraron el 29 de octubre de ese mismo año, pasados unos meses de la renuncia de Sigmundur Davíð Gunnlaugsson como primer ministro del país por los Papeles de Panamá.

## Resultados
| Partidos                                                                        | Partidos                                                          | Líder                    | Votos   | %    | +/−%  | Escaños | +/− |
| ------------------------------------------------------------------------------- | ----------------------------------------------------------------- | ------------------------ | ------- | ---- | ----- | ------- | --- |
|                                                                                 | Partido de la Independencia (Sjálfstæðisflokkurinn)               | Bjarni Benediktsson      | 54 990  | 29   | +2,3  | 21      | +2  |
|                                                                                 | Movimiento de Izquierda-Verde (Vinstrihreyfingin - Grænt Framboð) | Katrin Jakobsdóttir      | 30 166  | 15,9 | +5,0  | 10      | +3  |
|                                                                                 | Partido Pirata (Pírataflokkurinn)                                 | Birgitta Jónsdóttir      | 27 449  | 14,5 | +9,4  | 10      | +7  |
|                                                                                 | Partido Progresista (Framsóknarflokkurinn)                        | Sigurður Ingi Jóhannsson | 21 791  | 11,5 | -12,9 | 8       | -11 |
|                                                                                 | Reforma (Viðreisn)                                                | Benedikt Jóhannesson     | 19 870  | 10,5 | Nuevo | 7       | 0   |
|                                                                                 | Futuro Brillante (Björt framtíð)                                  | Óttarr Proppé            | 13 578  | 7,2  | -1,5  | 4       | -2  |
|                                                                                 | Alianza Socialdemócrata (Samfylkingin)                            | Oddný G. Harðardóttir    | 10 893  | 5,7  | -7,1  | 3       | -6  |
|                                                                                 | Partido del Pueblo (Flokkur fólksins)                             | Inga Sæland              | 6707    | 3,54 | Nuevo | 0       | 0   |
|                                                                                 | Amanecer (Dögun)                                                  |                          | 3275    | 1,73 | 0     | 0       | 0   |
|                                                                                 | Frente Popular de Islandia (Alþýðufylkingin)                      |                          | 575     | 0,30 | 0     | 0       | 0   |
|                                                                                 | Frente Nacional de Islandia (Íslenska þjóðfylkingin)              |                          | 303     | 0,16 | Nuevo | 0       | 0   |
|                                                                                 | Partido Humanista (Húmanistaflokkurinn)                           |                          | 33      | 0,02 | 0     | 0       | 0   |
| Total                                                                           | Total                                                             | Total                    | 246 515 | 100  |       | 63      | —   |
| Votos en blanco y/o nulos: 5574; participación: 79,9%. Fuente: Iceland Monitor. |                                                                   |                          |         |      |       |         |     |

## Formación del gobierno
| Bjarni Benediktsson (Sjálfstæðisflokkurinn)             | 16 de noviembre de 2016 Mayoría requerida: Absoluta (32/63) | Sí   | 21 |    |    |   |   | 4 |   | 25/62 |  |  |  |  |  |  |  |  |  |  |  |
| Bjarni Benediktsson (Sjálfstæðisflokkurinn)             | 16 de noviembre de 2016 Mayoría requerida: Absoluta (32/63) | No   |    | 10 | 10 | 8 |   |   | 3 | 31/63 |  |  |  |  |  |  |  |  |  |  |  |
| Bjarni Benediktsson (Sjálfstæðisflokkurinn)             | 16 de noviembre de 2016 Mayoría requerida: Absoluta (32/63) | Abs. |    |    |    |   | 7 |   |   | 7/63  |  |  |  |  |  |  |  |  |  |  |  |
|                                                         |                                                             |      |    |    |    |   |   |   |   |       |  |  |  |  |  |  |  |  |  |  |  |
| Katrin Jakobsdóttir (Vinstrihreyfingin - Grænt Framboð) | 24 de noviembre de 2016 Mayoría requerida: Absoluta (32/63) | Sí   |    | 10 | 10 |   |   |   | 3 | 23/62 |  |  |  |  |  |  |  |  |  |  |  |
| Katrin Jakobsdóttir (Vinstrihreyfingin - Grænt Framboð) | 24 de noviembre de 2016 Mayoría requerida: Absoluta (32/63) | No   | 21 |    |    |   |   | 4 |   | 25/63 |  |  |  |  |  |  |  |  |  |  |  |
| Katrin Jakobsdóttir (Vinstrihreyfingin - Grænt Framboð) | 24 de noviembre de 2016 Mayoría requerida: Absoluta (32/63) | Abs. |    |    |    | 7 | 7 |   |   | 14/63 |  |  |  |  |  |  |  |  |  |  |  |
|                                                         |                                                             |      |    |    |    |   |   |   |   |       |  |  |  |  |  |  |  |  |  |  |  |
| Birgitta Jónsdóttir (Pírataflokkurinn)                  | 15 de diciembre de 2016 Mayoría requerida: Absoluta (32/63) | Sí   |    |    | 10 |   |   |   |   | 10/62 |  |  |  |  |  |  |  |  |  |  |  |
| Birgitta Jónsdóttir (Pírataflokkurinn)                  | 15 de diciembre de 2016 Mayoría requerida: Absoluta (32/63) | No   | 21 |    |    | 8 |   | 4 |   | 33/63 |  |  |  |  |  |  |  |  |  |  |  |
| Birgitta Jónsdóttir (Pírataflokkurinn)                  | 15 de diciembre de 2016 Mayoría requerida: Absoluta (32/63) | Abs. |    | 10 |    |   | 7 |   | 3 | 20/63 |  |  |  |  |  |  |  |  |  |  |  |
|                                                         |                                                             |      |    |    |    |   |   |   |   |       |  |  |  |  |  |  |  |  |  |  |  |
| Bjarni Benediktsson (Sjálfstæðisflokkurinn)             | 2 de enero de 2017 Mayoría requerida: Absoluta (32/63)      | Sí   | 21 |    |    |   | 7 | 4 |   | 32/63 |  |  |  |  |  |  |  |  |  |  |  |
| Bjarni Benediktsson (Sjálfstæðisflokkurinn)             | 2 de enero de 2017 Mayoría requerida: Absoluta (32/63)      | No   |    | 10 | 10 | 8 |   |   | 3 | 31/63 |  |  |  |  |  |  |  |  |  |  |  |
| Bjarni Benediktsson (Sjálfstæðisflokkurinn)             | 2 de enero de 2017 Mayoría requerida: Absoluta (32/63)      | Abs. |    |    |    |   |   |   |   | 0/63  |  |  |  |  |  |  |  |  |  |  |  |